# Sphecosoma vicinum
Sphecosoma vicinum là một loài bướm đêm thuộc phân họ Arctiinae, họ Erebidae.